# Apteralcidion lapierrei
Apteralcidion lapierrei là một loài bọ cánh cứng trong họ Cerambycidae.